# Zawichost
Zawichost is een stad in het Poolse woiwodschap Święty Krzyż, gelegen in de powiat Sandomierski. De oppervlakte bedraagt 20,15 km², het inwonertal 1888 (2005).